# Bo (DJ)
Nguyễn Đình Mỹ Quyên, thường được biết đến với nghệ danh DJ Bo hay DJ Mỹ Quyên (24 tháng 1 năm 1980 – 25 tháng 3 năm 2012), là một cố nhạc công kiêm DJ người Việt Nam. Sự nghiệp của cô trở nên nổi tiếng khi cô là nữ thí sinh dự thi duy nhất và giành giải quán quân trong lần đầu tiên tổ chức cuộc thi Tìm kiếm tài năng trẻ DJ Việt Nam vào năm 2003. Năm 2004, Bo là đại diện đầu tiên của Việt Nam và cũng là nữ thí sinh duy nhất tham dự cuộc thi Tìm kiếm tài năng trẻ DJ châu Á và về nhì tại vòng thi bán kết. Cô từng được báo chí Việt Nam mệnh danh là "nữ DJ số 1 Việt Nam" và "người giữ lửa DJ Việt".
Năm 2008, Bo lập gia đình với DJ Hoàng Anh và có một con gái, mặc dù hai người ly thân. Cô đột ngột qua đời vào ngày 25 tháng 3 năm 2012 trong một buổi biểu diễn tại Hải Phòng do bị viêm phổi cấp. Cái chết của DJ Bo đã gây hiệu ứng truyền thông mạnh mẽ tại Việt Nam trong năm 2012, và đã có những chương trình để tưởng niệm Mỹ Quyên và những đóng góp của cô đối với giới DJ trong nước; đồng thời sự ra đi của cô cũng được xem là ví dụ điển hình về những tai nạn nghề nghiệp trong lĩnh vực DJ ở Việt Nam.

## Sự nghiệp
Nguyễn Đình Mỹ Quyên sinh ngày 24 tháng 1 năm 1980 tại Thành phố Hồ Chí Minh, cô là người gốc Nam Bộ. Mỹ Quyên là con một trong gia đình. Từ nhỏ Mỹ Quyên phải sống tự lập do cha, mẹ cô ly dị nhau và qua Hoa Kỳ định cư. Khi lên 17 tuổi và đang học phổ thông trung học, trong một lần đến vũ trường cùng người bạn, Mỹ Quyên gặp DJ Phát và chuyển hướng sang nghề DJ, một lĩnh vực mới được du nhập vào Việt Nam cuối những năm 1990 và chủ yếu phổ biến tại Thành phố Hồ Chí Minh.
Từ năm 1998, Mỹ Quyên bắt đầu sự nghiệp trong lĩnh vực DJ. Cô thử việc ở bar Modesto, Monaca, nhưng sau cô bị đuổi việc vì những nhận xét "đạp nhạc" và "không am hiểu tí gì về sở thích khán giả". Những năm tiếp theo, Mỹ Quyên tiếp tục luyện tập, trau dồi khả năng DJ, và đến 2003, cô thử sức tham dự cuộc thi Tìm kiếm tài năng trẻ DJ Việt Nam, đây là cuộc thi do Nhà hát Nhạc nhẹ Trung ương (nay là Nhà hát Nghệ thuật đương đại Việt Nam) tổ chức lần đầu tiên trên cả nước, trong bối cảnh nhiều vũ trường phải đóng cửa ở thời điểm đó. Mỹ Quyên là nữ thí sinh duy nhất trong tổng số 28 thí sinh dự thi cuộc thi này, và đạt giải nhất. Sau khi giành giải Nhất, DJ Bo đã tham gia biểu diễn xuyên Việt qua 5 thành phố lớn tại Việt Nam từ ngày 7 đến 21 tháng 8 năm 2003.
Năm 2004, Mỹ Quyên tham dự cuộc thi Tìm kiếm tài năng DJ khu vực châu Á, do hãng bia Heineken tài trợ và tổ chức, lần đầu tiên, tại Kuala Lumpur, Malaysia. Mỹ Quyên là người Việt Nam đầu tiên tham dự cuộc thi này, cũng là nữ thí sinh duy nhất tham gia. Mỹ Quyên về nhì trong đêm thi bán kết và xếp sau một nam DJ đến từ Hồng Kông, mặc dù trong đêm thi đám đông khán giả hô "Bo – Việt Nam" khi công bố kết quả. Trong thời gian dự thi, Mỹ Quyên đã được kênh truyền hình MTV Asia phỏng vấn ghi hình trong 30 phút của chương trình MTV Urban Beats và được phát sóng tại 7 quốc gia châu Á. Một tạp chí ở Malaysia thậm chí còn giới thiệu Mỹ Quyên lên trang bìa tạp chí và phỏng vấn đến 4 trang.
Vào năm 2006, DJ Bo cùng Hoàng Anh, người sau này là chồng cô, ra mắt album Một nửa nụ hôn. Vào năm 2008, trên website The DJ List, một trong những hệ thống xếp hạng DJ lớn thời điểm bấy giờ, có xếp hạng Mỹ Quyên cùng 6 DJ người Việt khác. DJ Bo vẫn tiếp tục tham gia biểu diễn, chỉnh nhạc trong nhiều sự kiện âm nhạc có quy mô trong những năm từ 2008, 2009. Theo Sài Gòn Giải Phóng, cát xê của DJ Bo thời điểm năm 2008 là trên 2.500 USD/tháng. Sau khi sinh con bốn tháng vào cuối năm 2010 đầu năm 2011, Mỹ Quyên tiếp tục hành nghề DJ trở lại.

## Đời tư và qua đời
Thời điểm mới bắt đầu sự nghiệp, Mỹ Quyên được cho là có tình cảm với Phát P – người được xem là một trong những người khởi xướng phong trào DJ ở Việt Nam và cũng được xem là thầy dạy của chính cô. Hai người được cho là đã từng đính hôn rồi lại chia tay. Đến đầu năm 2008, DJ Bo lập gia đình cùng DJ Hoàng Anh, một người bạn học và đồng nghiệp lâu năm của cô. Theo chia sẻ của Hoàng Anh, Mỹ Quyên chủ yếu hoạt động trong nghề chỉnh nhạc, DJ đơn thuần, trong khi anh còn là nhạc sĩ và nhà sản xuất âm nhạc. Vào cuối năm 2010, Mỹ Quyên sinh một bé gái tại Mỹ và đặt biệt danh là Yuna, ở thời điểm cuối tháng 3 năm 2012 thì Yuna được tròn 15 tháng tuổi. Trước khi Mỹ Quyên mất, hai người ly thân do bất đồng quan điểm sống và Yuna sống cùng bố ở Thành phố Hồ Chí Minh, nhưng trong công việc hai nghệ sĩ vẫn luôn giúp đỡ nhau.
Ngày 25 tháng 3 năm 2012, trong một chuyến lưu diễn ở Hải Phòng, Mỹ Quyên đã qua đời do bệnh viêm phổi cấp tính. Theo DJ Phát P, Mỹ Quyên bị bệnh ho nặng lâu ngày và phải dùng thuốc an thần để ngủ khi đi lưu diễn; trong khi có nhiều đồn thổi từ các diễn đàn cho biết cô tự tử vì chuyện tình cảm, có người cho rằng cô dùng các chất kích thích quá liều; tuy nhiên gia đình đã phủ nhận khả năng này. Thi hài của cô quàn tại chùa Xá Lợi, lễ tang cô diễn ra vài ngày và đến ngày 30 tháng 3 thi hài cô được hỏa táng tại Bình Hưng Hòa, tro cốt đặt tại chùa Pháp Hoa, quận Phú Nhuận, thành phố Hồ Chí Minh.

## Hình tượng công chúng
Mỹ Quyên được Paul Oakenfold, một DJ người Anh có thời điểm được đánh giá là số 1 thế giới, dành những lời khen ngợi và đánh giá cao ở kỹ thuật và khả năng giao lưu với khán giả. Theo ông, Mỹ Quyên có "đôi tai tinh tế và đôi tay lanh lẹ", khả năng giao lưu với các bạn trẻ "thật tuyệt vời", "xứng đáng với danh hiệu DJ số một". Theo nhiều báo chí Việt Nam, Mỹ Quyên được đánh giá là "một DJ trình diễn dòng nhạc tươi mới, sáng tạo và có sức gắn kết đám đông lớn". Nhiều báo chí Việt coi Mỹ Quyên là "nữ DJ số 1 Việt Nam", cho đến khi cô qua đời, ngoài ra có những trang báo còn coi cô là "người giữ lửa DJ Việt". Sức hấp dẫn của DJ Bo được tờ VietNamNet đánh giá là "trong sự ngưỡng mộ và thèm muốn của nhiều bạn trẻ chưa hoặc đã bước vào nghề DJ".
Cái chết của Mỹ Quyên được một số trang tin đánh giá đã gây xôn xao truyền thông Việt Nam trong năm 2012. Khi Mỹ Quyên qua đời, trên mạng xã hội Facebook và website của giới DJ Việt Nam gửi lời chia buồn thương tiếc, và đánh giá Mỹ Quyên "đã có nhiều đóng góp cho nền DJ Việt Nam". Tại Hà Nội, các lễ tưởng niệm DJ Bo đã diễn ra vào đầu tháng 4 năm 2012 tại một số quán bar và vũ trường với sự tham dự của nhiều DJ. Theo tạp chí Giáo dục Việt Nam, Mỹ Quyên có nhiều hit nổi tiếng và trong một lễ tưởng niệm, ban tổ chức đã đến từng bàn tặng đĩa tổng hợp ghi lại những hit đó của cô. Cuối năm 2012, DJ Hoàng Anh đã viết riêng bài hát "Ngủ ngon em nhé" dành cho DJ Bo, sau khi cô qua đời vài tháng, và được Vân Quỳnh trình bày trong album "Angle" của anh phát hành cùng năm. Cái chết của Mỹ Quyên cũng được nhiều báo chí về sau coi là một ví dụ điển hình về những góc khuất, hiểm họa, tai nạn nghề nghiệp trong nghề DJ tại Việt Nam.